# Titularbistum Neapolis in Proconsulari
Neapolis in Proconsulari (ital.: Neapoli di Proconsolare) ist ein Titularbistum der römisch-katholischen Kirche.
Die in Nordafrika gelegene Stadt Neapolis war ein alter römischer Bischofssitz, der im 7. Jahrhundert mit der islamischen Expansion unterging. Er lag in der römischen Provinz Africa proconsularis und unterstand als Suffragandiözese dem Metropoliten von Karthago.
| Titularbischöfe von Neapolis in Proconsulari |                                                   |                                                                             |                 |                   |
| Nr.                                          | Name                                              | Amt                                                                         | von             | bis               |
| 1                                            | Paul Vignancour Titularerzbischof pro hac vice    | Koadjutorerzbischof im Erzbistum Bourges (Frankreich)                       | 6. März 1966    | 10. Oktober 1969  |
| 2                                            | Johannes Dyba Titularerzbischof pro hac vice      | Apostolischer Pro-Nuntius (Deutschland)                                     | 25. August 1979 | 1. Juni 1983      |
| 3                                            | John Patrick Foley Titularerzbischof pro hac vice | Präsident des Päpstlichen Rates für die sozialen Kommunikationsmittel (USA) | 5. April 1984   | 24. November 2007 |
| 4                                            | Ludger Schepers                                   | Weihbischof im Bistum Essen (Deutschland)                                   | 27. Juni 2008   |                   |

## Belege
1. ↑  http://www.gcatholic.org/dioceses/former/t1242.htm
2. ↑  http://www.gcatholic.org/dioceses/former/t1242.htm